# Lijst van grietmannen van Franekeradeel
Dit is een lijst van grietmannen van de voormalige Nederlandse grietenij Franekeradeel in de provincie Friesland tot de invoering van de gemeentewet in 1851.
| Ambtsperiode | Naam grietman                                              | Leven     | Bijzonderheden |
| ------------ | ---------------------------------------------------------- | --------- | --- |
| 1417         | Jarich van Hottinga                                        |           | |
| 1460         | Ulbe Haja                                                  |           | |
| 1494         | Upco van Burmania                                          |           | |
| 1497         | Douwe Rodmersma                                            |           | Zoon van Tjaerd Rodmersma, burgemeester van Franeker.                                                                                       |
| 1505 - 1517  | Hessel van Martena                                         | †1517     | Hiervoor grietman van Menaldumadeel en het Bildt.                                                                                           |
| 1521         | Tjalling van Botnia                                        |           | Hiervoor grietman van Hennaarderadeel. |
| 1524         | Tjalling Rodmersma                                         |           | Vermoedelijk een zoon van Douwe Rodmersma.                                                                                                  |
| 1537         | Matheus Bongahuis                                          |           | |
| 1542         | Jan Buygers                                                |           | Mogelijk ook te identificeren als Johan Buygers, grietman van Leeuwarderadeel.                                                              |
| 1542         | Aesge van Hoxwier                                          |           | |
| 1550 - 1553  | Mr. Jarich van Dekema                                      | †1554     | Getrouwd met een nicht van voorganger. |
| 1553 - 1567  | Jarich van Botnia                                          | †1583     | zoon van Tjalling van Botnia |
| 1568         | Dr. Pieter Boeijmer                                        |           | |
| 1579 - 1586  | Jonker Fedderich van Oppenhuzen                            |           | |
| 1586 - 1614  | Jonker Hobbe van Waltyngha                                 | †1614     | Schoonzoon van Laes Glins, grietman van Menaldumadeel.                                                                                      |
| 1614 - 1619  | Jonker Hessel Laes van Vervou                              | †1619     | |
| 1620 - 1629  | Jonker Duco van Jongema                                    | †1638     | Aansluitend grietman van Hennaarderadeel.                                                                                                   |
| 1629 - 1652  | Jonker Douwe van Sixma                                     |           | Zoon van Tjalling van Sixma, grietman van Baarderadeel.                                                                                     |
| 1652 - 1662  | Jonker Albertus Sybrandus van Eminga                       | †1662     | |
| 1662 - 1688  | Jonker Johan van Goslinga                                  | †1688     | Schoonzoon van Taco van Cammingha, grietman van Wonseradeel.                                                                                |
| 1688 - 1732  | Jonker Sicco van Goslinga                                  | 1664-1731 | Schoonzoon van Georg Wilco Thoe Schwartzenberg en Hohenlansberg, grietman van Oostdongeradeel.                                              |
| 1732 - 1747  | Jonker Sjuck Gerrold Juckema van Burmania Rengers          | 1713-1784 | Aansluitend grietman van Wymbritseradeel.                                                                                                   |
| 1747 - 1757  | Jonker Jarich Georg van Burmania                           | 1695-1757 | Hiervoor grietman van Oostdongeradeel. Schoonzoon van Sicco van Goslinga.                                                                   |
| 1758 - 1786  | Carel George graaf van Wassenaer Obdam                     | 1733-1800 | Neef van voorganger. Kleinzoon van Sicco van Goslinga.                                                                                      |
| 1786 - 1793  | Mr. Johannes Casparus Bergsma                              | 1746-1793 | Broer van Petrus Adrianus Bergsma, grietman van Dantumadeel.                                                                                |
| 1793 - 1794  | Jacob Unico Wilhelm graaf van Wassenaer Obdam              | 1769-1812 | Zoon van Carel George van Wassenaer Obdam.                                                                                                  |
| 1794 - 1795  | Jonker Justinus Sjuck Gerrold Juckema van Burmania Rengers | 1773-1832 | Zoon van Egbert Sjuck Gerrold van Burmania Rengers, grietman van Wymbritseradeel. Kleinzoon van Sjuck Gerrold Juckema van Burmania Rengers. |
| 1795 - 1816  |                                                            |           | Geen grietman vanwege de Franse Tijd |
| 1816 - 1825  | Eduard Marius van Beyma                                    | 1755-1825 | |
| 1825 - 1848  | Jhr. Julius Matthijs van Beyma thoe Kingma                 | 1781-1847 | Neef van voorganger. |
| 1848 - 1851  | Jhr. Ulbo Jetze Heerma van Beyma thoe Kingma               | 1821-1876 | Zoon van voorganger. Aansluitend de eerste burgemeester van Franekeradeel                                                                   |